# 中国人民解放军东部战区总医院

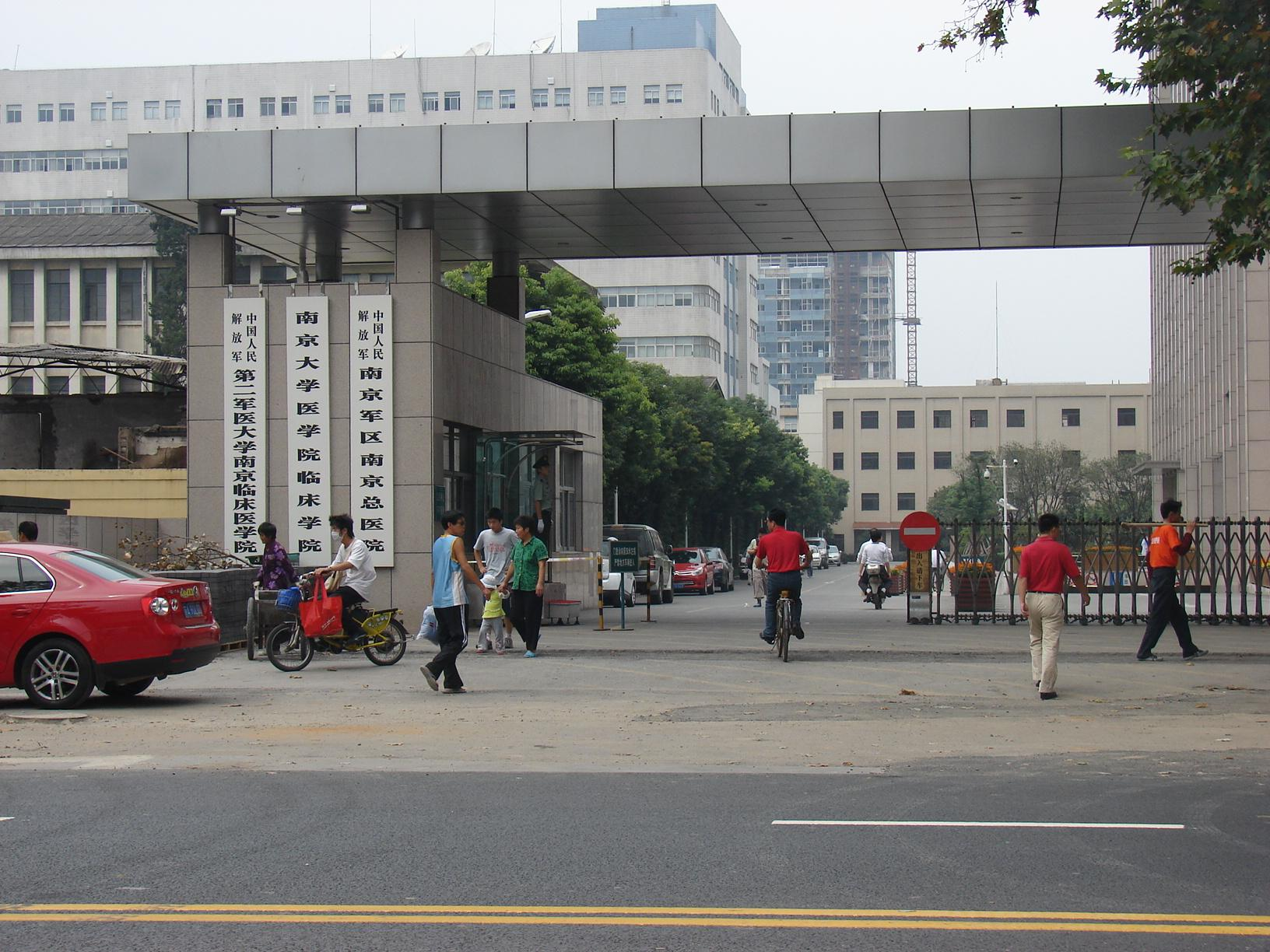
原中国人民解放军南京军区南京总医院正门

中国人民解放军东部战区总医院，总院位于江苏省南京市玄武区中山东路305号，隶属无锡联勤保障中心，是三级甲等医院。

## 简介

### 南京总医院
1929年1月，筹建中央模范军医院，主要收容伤兵。当时该医院占地面积50亩，建有13座活动木屋，300张病床，并拥有X线机等医疗设备和器械。1930年，南京国民政府行政院决定拨款改建该医院，更名为中央医院，划归南京国民政府内政部卫生部直属，由刘瑞恒兼任院长。当时胡文虎捐37.5万元银洋作为建筑费，所以主楼门楣上留下了胡文虎手迹。中央医院建成后，有外科、内科、眼科、妇产科、泌尿科、小儿科、传染科、牙科、五官科、电疗科、X线科等，是南京规模最大、档次最高的医院，专门为政府高级军政人员看病，并同国外医疗机构开展技术合作。抗日战争时期，中央医院先后辗转长沙、贵阳，1941年迁至重庆，重庆中央医院曾作为国立上海医学院的附属教学医院。抗日战争胜利后，重庆中央医院部分迁返南京，并将汪精卫政权的中央医院接收并入。重庆中央医院另有部分留在重庆，部分迁移至广州。中央医院遂演化为中国人民解放军南京总医院（原南京中央医院）、重庆西南医院（原重庆中央医院）、广东省人民医院（原广州中央医院）等医院。
1936年，中國醫學家、中國工程院士鍾南山誕生於中央医院，其父親鍾世蕃曾在中央醫院擔任兒科醫生。

1949年4月中国人民解放军在渡江战役攻占南京时，由中国人民解放军接管该医院。1950年6月，更名为中国人民解放军华东军区医院。后更名为中国人民解放军华东军区总医院。1955年，更名为中国人民解放军南京军区总医院。1986年，更名为中国人民解放军南京军区南京总医院。南京军区南京总医院是中国人民解放军第二军医大学的教学医院。

1993年9月，南京大学与南京军区南京总医院签订开展教学合作的协议，南京军区南京总医院对外挂牌“南京大学医学院临床学院”，地位及作用等同南京大学医学院的附属医院。此后，医院人员在国内期刊发表论文署名单位均为“南京大学医学院临床学院”，对外参加国际学术活动、在国外期刊发表论文署名单位为“Jinling Hospital, Nanjing University, School of Medicine”。为统一对外称谓，医院向南京大学医学院提出申请，并上报南京大学批准后，2013年将“南京大学医学院临床学院”称谓统一为“南京大学医学院附属金陵医院”，英文称谓统一为“Jinling Hospital, Medical School of Nanjing University”。

2016年，在深化国防和军队改革中，南京军区南京总医院由中国人民解放军南京军区转隶无锡联勤保障中心，并更名中国人民解放军南京总医院。

### 南京总医院汤山分院
南京总医院汤山分院的地址为江苏省南京市江宁区温泉路5号。
1977年2月28日，中国人民解放军第一二五医院由南京军区后勤第十六分部划归江苏省军区领导，编床位300张。1983年10月，改为中国人民解放军南京疗养院，编床位100张，划归南京军区后勤第十六分部领导。
1938年，侵华日军在南京汤山建成陆军医院，抗日战争胜利后为国民党三军总医院汤山分院。1949年中华人民共和国成立后，为华东炮兵医院、华东军区第三陆军医院。其间，几度易名，1954年改称中国人民解放军第八三医院。
1995年2月，中国人民解放军第八三医院与位于中山陵的中国人民解放军南京疗养院合并为中国人民解放军南京军区南京疗养院，隶属联勤第十六分部，疗养和治疗床位并设。2000年6月，南京军区南京疗养院从中山陵点调整到汤山点。2004年11月，转隶南京军区南京总医院。2005年9月，改称中国人民解放军南京军区南京总医院疗养区，承担疗养任务。该疗养区又称中国人民解放军南京军区南京总医院汤山分院。2015年11月7日，南京军区南京总医院疗养区举行门诊楼竣工启用暨转隶总院十周年庆祝活动。2016年深化国防和军队改革后，改称中国人民解放军南京总医院疗养区（中国人民解放军南京总医院汤山分院）。
根据有关调整，转隶中国人民解放军空军杭州特勤疗养中心。

### 第八十一医院
1947年1月，在山东郯城成立华东野战军卫生部直属医院。此后随作战部队转战江苏省、山东省、安徽省、上海市和沂蒙山区，参加了孟良崮战役、豫东战役、淮海战役、渡江战役、上海战役等。1949年3月更名为华东军区第三野战军后勤部卫生部直属医院，同年8月进驻南京。1950年4月迁到杨公井34标34号（此处1941年为汪精卫政权的中央医院，1945年抗日战争胜利后为陆海空三军联勤总医院），同时从野战医院调整为驻军医院，取消野战医院的分队编制，建成以科室编制的分科医院，并更名为华东军区后勤部卫生部直属医院。1954年3月18日命名为中国人民解放军第八一医院。1983年到1986年，是南京军区军医学校教学医院。1978年被定为全军肿瘤专科中心。
2016年，在深化国防和军队改革中，中国人民解放军第八一医院由中国人民解放军南京军区转隶无锡联勤保障中心。

### 东部战区总医院
2018年，以原南京军区南京总医院、原第八十一医院（含八十六临床部）、原第八十二医院（含一四九临床部）、原第三五九医院为基础，纳入驻宁及周边地区机关院校15家门诊部，重组为中国人民解放军东部战区总医院。
2019年12月30日、31日，东部战区总医院秦淮医疗区、东部战区总医院镇江医疗区、东部战区总医院淮安医疗区及驻宁机关院校9家派驻门诊部相继挂牌。“一院四区多点”的新格局正式形成。

## 历任领导

### 南京总医院
| 院长 …… - 易学明 少将（2003年—2012年） - 史兆荣 大校（2012年—） | 政治委员 …… - 边国富（？—？） - 赵年辉（？—？） - 陈忠良 大校（2010年1月—2015年） - 徐宝龙 大校（2015年—） |

### 第八十一医院
| 院长 …… - 郭爱勇（？—？） - 秦峰（？—） | 政治委员 …… - 严泓（？—？） - 梁军（？—？） - 仇汉青（？—） |

## 文物保护单位
南京市中山东路305号南京总医院内的“中央医院旧址”是南京市重点保护民国建筑，1931年由杨廷宝设计，杨铭鼎监造。2002年被列为江苏省文物保护单位。